# عبد المحسن شلاش
الحاج عبد المحسن عبود سعيد حاچم شلاش هو سياسي عراقي ولد في النجف في 22 كانون الأول 1882 وتوفي عام 1948، شغل مناصب مختلفة خلال العهد الملكي في العراق. أنشأ أثناء العهد الملكي خط سكة حديدية «ترامواي» بين مدينتي الكوفة والنجف.

## مناصبه
المناصب الوزارية التي شغلها كانت:
- كلف عبد المحسن شلاش بمنصب وزير المعارف في الوزارة النقيبية الثالثة، ولكن الرجل اعتذر عن قبول المنصب لكثرة أعماله التجارية، وبقي هذا المنصب شاغرا إلى إن استقالت الوزارة.
- وزير المالية في وزارة جعفر العسكري الأولى للفترة من 22 تشرين الثاني 1923 إلى 2 أب 1924.
- وزير الإشغال والمواصلات في وزارة عبد المحسن السعدون الثالثة ثم وزارة توفيق السويدي الأولى للفترة من 14 كانون الثاني 1928 إلى 19 أيلول 1929.
- وزير الاقتصاد في وزارة نوري السعيد السابعة للفترة من 8 تشرين الأول 1942 إلى 19 كانون الأول 1943.[4]

## كتب عنه
- يوجد كتاب عنوانه «عبد المحسن شلاش حياته الاجتماعية ونشاطه الفكري 1882م – 1948 م» من تأليف ربيع حيدر الموسوي وأمير أحمد الشمري[2]